# Xu Pu
Xu Pu (xinès tradicional: 徐溥, 1429–1499), va ser ministre de la Dinastia Ming durant el regnat de l'Emperador Hongzhi.

## Biografia
Xu Pu va entrar a palau com a alumne i el 1454 es va graduar exitosament del més alt examen civil de servei imperial com a jinshi (進士), o "alumne escollit". El 1487 va entrar, com a ministre, en el Gran Secretariat i va seguir una política conservadora suau que es basava en el compromís i en les relacions d'amistat amb els seus col·legues. El seu predecessor va ser Liu Ji. Xu Pu volia que l'Emperador frenés l'auge de poder de Li Guang i el daoistes, però es van escoltar les seves protestes. Va ser rebut en audiència una sola vegada durant 12 anys com a ministre.
No obstant el 1497 se li va encomanar la preparació dels Estatuts de la Dinastia Ming 大明會典 (Da Ming Huidian), els quals van ser publicats l'any 1509, deu anys després de la seva mort.
Era conegut per ser indulgent amb els seus subordinats i, en la vida privada, es va distingir per la seva pietat filial i caritat. Quan va morir, va deixar 800 mou de terra lliures d'impostos per als pobres del seu clan i va ser canonitzat com Wen Jing (文靖).